# Ніідзукі
«Ніідзукі» (Niizuki, яп. 照月) — ескадрений міноносець Імперського флоту Японії типу «Акідзукі», який брав участь у Другій світовій війні.

## Історія створення
Корабель був закладений 8 грудня 1941 року на верфі «Міцубісі» в Нагасакі. Спущений на воду 29 червня 1942 року, став до ладу 31 березня 1943 року.

## Історія служби
По завершенні есмінець певний час провадив тренування у водах Японії. 12 травня 1943-го американці почали операцію по узяттю під контроль острова Атту на заході Алеутського архіпелагу (захоплений японцями в червні 1942-го за єдиним планом із мідвейською операцією) і японське командування почало збирати сили для контратаки. Як наслідок, 18 травня «Ніідзукі» супроводив важкі крейсери 7-ї дивізії прибув до Токійської затоки, сюди ж 22 числа прийшов великий загін з Труку (розташована у центральній частині Каролінських островів головна японська база в Океанії). Втім, наприкінці травня спротив гарнізону Атту добіг завершення, а японці так і не встигли розпочати свою операцію.
З 31 травня 1943-го «Ніідзукі» підпорядкували Восьмому флоту, який мав штаб-квартиру у Рабаулі (головна передова база в архіпелазі Бісмарка) та займався операціями на Соломонових островах та сході Нової Гвінеї. 16—21 червня 1943-го «Ніідзукі» разом зі ще 6 есмінцями та легким крейсером здійснив ескортування великого угруповання (3 ескортні авіаносці, 2 лінкори та 2 важкі крейсери) з Японії на Трук. Після цього з 23 по 25 червня «Ніідзукі» та ще два інші есмінці ескортували 2 важкі крейсери, які здійснили рейс для доставляння підкріплень до Рабаула. Крейсери повернулись на Трук, а «Ніідзукі» залишився на головній базі Восьмого флоту та став флагманом 3-ї ескадри ескадрених міноносців (такий вибір пояснювався наявністю на кораблі радара, що було вкрай важливим для нічних боїв).
30 червня 1943-го союзники розпочали операцію з заволодіння архіпелагом Нова Джорджія (центральна частина Соломонових островів) і японське командування почало реалізовувати контрзаходи. 30 червня — 1 липня «Ніідзукі» перейшов до якірної стоянки Шортленд (прикрита групою невеликих островів Шортленд акваторія біля південного завершення острова Бугенвіль, де зазвичай відстоювались бойові кораблі та перевалювались вантажі для подальшого відряджання далі на схід Соломонових островів), в 2 липня вийшов звідси для обстрілу острова Рендова (біля південного узбережжя Нової Джорджії), причому в загоні були ще 7 есмінців та легкий крейсер. Бомбардування відбулось в ніч на 3 липня та виявилось не вельми результативним. «Ніідзукі» при цьому належав до групи прикриття та разом з трьома іншими есмінцями провів бій із трьома ворожими торпедними катерами. Вранці 3 липня загін повернувся на Шортленд.
4—5 липня 1943-го «Ніідзукі» разом з трьома іншими есмінцями вирушив з підкріпленнями до Коломбангари (центральна частина архіпелагу Нова Джорджія). На переході японські есмінці виявили ворожі кораблі та відійшли, проте перед тим дали в їх бік торпедний залп, який призвів до потоплення американського есмінця «Стронг» (вважається, що дистанція цілого залпу — 20 км — стала найбільшою в історії успішних торпедних атак).

### Загибель
5—6 липня 1943-го відбувся черговий рейс до Коломбангари, причому «Ніідзукі» діяв у складі загону з 10 есмінців та належав до групи прикриття. Похід призвів до нічного бою у затоці Кула, під час якого «Ніідзукі» очолив торпедну атаку, що призвела до потоплення легкого крейсера «Гелена». Втім, достеменно невідомо, чи встиг сам «Ніідзукі» випустити торпеди, оскільки він потрапив під концентрований вогонь ворожих крейсерів та есмінців і швидко отримав численні влучання 155-мм та 127-мм снарядами. Корабель вийшов з колони, маючи проблеми із кермуванням. Надалі з японських кораблів бачили «Ніідзукі» охопленим вогнем, а потім есмінець затонув. За пару годин по тому два есмінці, що повертались після висадки підкріплень, пройшли через район загибелі «Ніідзукі». Хоча з них чули голоси японців, що плавали у воді, проте сутички з ворожими силами (які здійснювали порятунок членів екіпажу «Гелени») не дала змоги провести повноцінну рятувальну операцію. Деякі японці змогли уплав дістатись до Коломбангари, проте близько 290 осіб, що перебували на борту «Ніідзукі», загинули.